# Кархусуо
Кархусуо (фин. Karhusuo — медвежье болото) — ликвидированная железнодорожная станция на однопутной линии Выборг — Вещево.

## История
Станция была построена в 1926—1928 годах на 4 километре линии Выборг — Эуряпяя для обслуживания находившегося в посёлке Скюттяля завода Sementtivalimo. Также при заводе имелась узкоколейная линия, по которой на вагонетках на конной тяге возили гравий; она пересекала ширококолейную линию по типовой водопропускной трубе. Станция имела 2 пути, вокзал 4 класса и пассажирскую и грузовую платформы в дальнем от Выборга конце; имелся подъездной путь на завод. В 1942 году был построен новый вокзал, а после 1944 года подъездной путь на завод, узкоколейку и всё путевое развитие станции было демонтировано с превращением её в остановочный пункт.
На 1981 год на остановочном пункте производилась продажа билетов на пригородные поезда без выполнения багажных операций.
1 апреля 2009 года пригородное движение по линии на Вещево было закрыто, с этого момента остановочный пункт был заброшен. В 2012 году рельсовое полотно было разобрано.